# یواس‌اس مژر (ای‌ام-۲۶۳)
یواس‌اس مژر (ای‌ام-۲۶۳) (به انگلیسی: USS Measure (AM-263)) یک کشتی بود که طول آن ۱۸۴ فوت ۶ اینچ (۵۶٫۲۴ متر) بود. این کشتی در سال ۱۹۴۳ ساخته شد.